# Direzione vietata
Direzione vietata è un album discografico del cantante italiano Nico Fidenco, pubblicato nel 1989 dalla Iperspazio e distribuito dalla Dischi Ricordi.

## Descrizione
Dopo un periodo di grande successo in seno alla RCA negli anni sessanta, Nico Fidenco abbandona l'etichetta per dedicarsi quasi esclusivamente alla composizione di colonne sonore per il Cinema di genere, mercato molto florido negli anni settanta ed ottanta. Dopo aver inciso per etichette quali Parade, Fonite Ri-Fi, incide moltissimi 45 giri dedicati alle colonne sonore con le più svariate etichette discografiche, ed anche molte sigle televisive e di cartoni animati giapponesi, che lo riportano inaspettatamente al successo sia di vendite che di classifica. 
Dopo un periodo di grande attività, a partire dal 1982 la carriera di Fidenco subisce un progressivo rallentamento, anche a causa del fatto che il cinema di genere era ormai al tramonto, e  che molte etichette discografiche avevano smesso di produrre e pubblicare sigle dei cartoni animati, genere con il quale Fidenco aveva ottenuto un inaspettato successo in quel periodo, in seguito all'epurazione di queste serie dai principali network televisivi nazionali e al loro confinamento sulle tv locali, a causa dell'interrogazione parlamentale promossa dalla commissione di vigilanza RAI che aveva giudicato molti di quei cartoni come troppo violenti e quindi inadatti alla TV pubblica, bloccandone di fatto anche il relativo mercato discografico. 
Dal 1984 al 1994 con i colleghi Riccardo Del Turco, Jimmy Fontana e Gianni Meccia Fidenco si dedica quindi al progetto I Super 4, quartetto con il quale ripropose successi tratti dai rispettivi repertori degli anni sessanta riarrangiati in chiave moderna, con cui pubblicò tre album di discreto successo commerciale.
Nel 1989 decide di tornare alla musica pop da solista nel periodo in cui era in forza alla Iperspazio srl, etichetta minore distribuita dalla Ricordi, componendo un intero album di inediti. 
Il disco è scritto interamente dal cantautore, su musiche di Principini e Albertini su arrangiamenti e direzione d'orchestra di Ivano Michetti, Umberto Coletta, Aldo Tamborrelli, Massimo Ruocco e Italo Greco.
L'album contiene anche due rifacimenti dei due più grandi successi del cantautore Legata ad un granello di sabbia, pubblicata originariamente nel 1961 e Con te sulla spiaggia del 1964.
Dall'album fu estratto il singolo Direzione vietata/Sogno una sola città , che resta a tutt'oggi l'ultimo 45 giri pubblicato dal cantautore.

## Edizioni
L'album viene distribuito in Italia nel 1989 su etichetta Iperspazio con numero di catalogo IPL 8903.
Anche questo disco rappresenta uno dei più rari del cantautore, in quanto non è mai stato ristampato ne in LP ne in CD o sulle piattaforme digitali e sui servizi di streaming.

## Tracce
1. Direzione vietata
2. From Italy
3. Non ho la tua età
4. Fiori di campo ricorderai
5. Legata ad un granello di sabbia
6. Serena... Serena
7. Non è una persona
8. Disegnarti bella come sei
9. Sogno una sola città
10. Con te sulla spiaggia